# Aliye Rona
Aliye Rona, geboren als Aliye Dilligil Rona (Dera, 20 november 1921 - Istanboel, 29 augustus 1996), was een Turks filmactrice. Rona speelde in meer dan 130 films, van 1947 tot aan haar dood in 1996.
Ze werd geboren in Dera, Frans Mandaat voor Syrië en Libanon (tegenwoordig het zuidwesten van Syrië). Haar ouders emigreerden in de jaren dertig naar de Republiek Turkije. In Istanboel sloot Rona zich aan bij een amateurtheaterschool. Vanaf 1947 speelde Rona in verschillende bioscoopfilms. Ze overleed op 29 augustus 1996 in Istanboel op 74-jarige leeftijd.

## Filmografie
Hieronder een lijst van films waarin Aliye Rona heeft gespeeld:
- Berlin in Berlin – 1993
- Kavgamız – 1989
- Korkmuyorum – 1989
- Yüzünü Şeytan Görsün 1989
- Üçüncü Göz – 1988
- Emanet – 1988
- Kuruluş / Osmancık – 1987
- Azap – 1987
- Tapulu Irgat – 1987
- Kanlı Su – 1986
- Alın Yazım – 1986
- Çoban Aşkı – 1986
- Gelin Oy – 1986
- Güvercinim – 1986
- Kara Diken – 1986
- Zehirli Çiçek – 1986
- Parmak Damgası – 1985
- Haram Oldu – 1985
- Katiller De Ağlar – 1985
- Keriz – 1985
- Geçim Otobüsü – 1984
- Şabaniye – 1984
- Kaşık Düşmanı – 1984
- Şıngırdak Şadiye – 1982
- Yürek Yarası – 1982
- Aşk Pınarı – 1981
- Yılanı Öldürseler – 1981
- Harman Sonu – 1981
- Kan Bağı – 1981
- Hamaylı Boynundayım – 1981
- Kara Bahtım – 1981
- Su – 1981
- Milcan – 1981
- Perişanım – 1980
- Ben Topraktan Bir Canım1980
- Havar – 1980
- Skandal – 1979
- Garibin Çilesi Ölünce Biter 1979
- Yuvasız Kuşlar – 1979
- Yedi Kocalı – 1979
- Fakir – 1979
- Lekeli Kadın – 1979
- Uçurumdaki Kadın – 1979
- Gazeteci – 1979
- Derviş Bey – 1978
- Tatlı Nigar – 1978
- Son Sabah – 1978
- Aldırma Gönül – 1978
- Kılıç Bey – 1978
- Kadınlar Koğuşu – 1978
- Düzen – 1978
- Yuvanın Bekçileri – 1977
- Aşk Mahkûmları – 1977
- Dokunmayın Dünyama – 1977
- Şıpsevdi – 1977
- Alev – 1976
- Perişan – 1976
- Yazgı – 1976
- Söyleyin Anama Ağlamasın 1976
- Kara Murat Kara Şövalyeye Karşı 1975
- Kara Çarşaflı Gelin – 1975
- Çalkala Yavrum Çalkala – 1975
- Haydi Gençlik Hop Hop – 1975
- Bunalım – 1975
- Vur Be Ramazan – 1974
- Kuma – 1974
- Sokaklardan Bir Kız – 1974
- Alo Polis – 1974
- Tanrı Sevenleri Korur – 1974
- Talihsiz Evlat – 1974
- Yazık Oldu Yarınlara – 1974
- Talihsiz Yavrum – 1974
- Dikiz Aynası – 1973
- Çoban – 1973
- İki Süngü Arasında – 1973
- Ablam – 1973
- Beklenmeyen Adam – 1973
- Kara Toprak – 1973
- Kızım – 1973
- Lekeli Kadın – 1973
- Meryem (2) – 1973
- Gelin – 1973
- Pembe Dünya – 1973
- Bir Garip Yolcu – 1972
- Elif İle Seydo – 1972
- Ustura Behçet – 1972
- Paprika Gaddarın Aşkı – 1972
- Kahpe / Bir Kız Böyle Düştü 1972
- Kahpe Tuzağı – 1972
- Gümüş Gerdanlık – Nermin – 1972
- Çoban Ali – 1972
- Hazreti İbrahim – 1972
- Kadersizler – 1972
- Kara Duvak – 1972
- Cemo – 1972
- Çirkin Ve Cesur – 1971
- Allı Turnam – 1971
- Üvey Ana – 1971
- Sezercik Yavrum Benim – 1971
- Hasret – 1971
- Öldüren Şehir – 1971
- Tanrı Şahidimdir – 1971
- Zeyno – Hatçe – 1970
- Meçhul Kadın – 1970
- Gelin Kız – 1970
- Adım Kan Soyadım Silah – 1970
- Hippi Perihan – 1970
- Kader Bağlayınca – 1970
- Yaban Gülü – 1970
- Ankara Ekspresi – 1970
- Bülbül Yuvası – 1970
- Kapıcının Kızı – 1969
- Çakırcalı Mehmet Efe – 1969
- Serseri Kabadayı – 1969
- Yalnız Adam – 1969
- Anadolu Soygunu – 1969
- Bir Şarkısın Sen – 1969
- Kınalı Yapıncak – 1969
- Buruk Acı – 1969
- Sana Dönmeyeceğim – 1969*
- Ala Geyik – 1969
- İki Günahsız Kız (İki Hikayeli Film) – 1969
- Boş Beşik – 1969
- Bataklı Damın Kızı Aysel 1969
- Ebu Müslim Horasani – 1969
- Kanlı Aşk – 1969
- Aşk Mabudesi – 1969
- Kezban – Nazire – 1968
- Eşkiya Halil (Haydut) – 1968
- Kader Böyle İstedi – 1968
- Kuyu – 1968
- Acı Yıllar – 1968
- Çatallı Köy – 1968
- Derebeyi – 1968
- Talihsiz Meryem – 1968
- Affet Beni Allahım – 1968
- Kanun Namına – 1968
- Dördü De Seviyordu – 1967
- Kara Duvaklı Gelin – 1967
- Kelepçeli Melek – 1967
- Azap Yolu – 1967
- Dokuzuncu Hariciye Koğuşu 1967
- Mühür Gözlüm – 1967
- Kanunsuz Toprak – 1967
- Allaha Adanan Toprak – 1967
- Son Gece – 1967
- Zalimler – 1966
- Çalıkuşu – 1966
- Kucaktan Kucağa – 1966
- Anadolu Kanunu – 1966
- Nikahsızlar – 1966
- Anaların Günahı – 1966
- Bitmeyen Yol – 1965
- Son Kuşlar – 1965
- Üçünüzü De Mıhlarım – 1965
- Murat'ın Türküsü – 1965
- Korkusuzlar – 1965
- Veda Busesi – 1965
- Yıldız Tepe – 1965
- Uzakta Kal Sevgilim 1965
- Garip Bir İzdivaç – 1965
- Yıldızların Altında 1965
- Akrep Kuyruğu – 1965
- Yasak Cennet – 1965
- Konuşan Gözler – 1965
- Mor Defter – 1964
- Hepimiz Kardeşiz – 1964
- Mualla – 1964
- Şeytanın Uşakları – 1964
- Plajda Sevişelim – 1964
- Erkekler Ağlamaz – 1964
- Poyraz Osman – 1964
- Uçurumdaki Kadın – 1964
- Yüz Karası – 1964
- Lekeli Aşk – 1964
- Cilalı İbo Kızlar Pansiyonunda – 1963
- Liman Yosması – 1963
- Aşk Tomurcukları – 1963
- Büyük Yemin – 1963
- Allah Seviniz Dedi – 1962
- Kiralık Koca – 1962
- Yılanların Öcü – 1962
- Beş Kardeştiler – 1962
- Seni Kaybedersem – 1961
- Aşkın Saati Gelince – 1961
- Küçük Hanımefendi – 1961
- Kırık Kalpler – 1960
- Ayşecik Şeytan Çekici – 1960
- Serseri – 1959
- Vicdan Azabı – 1958
- Fakir Kızın Kısmeti – 1956
- Bozkurt Obası – 1954
- Kanlı Para – 1953
- Köroğlu -Türkan Sultan – 1953
- Mahallenin Namusu – 1953
- Efelerin Efesi – 1952
- Bergama Sevdaları – 1952
- Kanlı Çiftlik – 1952
- Şehitler Kalesi – 1949
- Zehirli Şüphe – 1949
- Kanlı Döşek – 1949
- Silik Çehreler – 1948
- Kerim'in Çilesi – 1947